# Hà My-i mészárlás
A Hà My mészárlást 1968. február 25-én követték el az akkori Dél-Vietnámhoz tartozó Hà My faluban, Quảng Nam tartományban. A tömeggyilkosság felelősei a vietnámi háborúban az Egyesült Államok szövetségében harcoló Dél-Korea hadseregének katonái, akik két héttel korábban Phong Nhị és Phong Nhất településeken gyilkoltak meg fegyvertelen civileket. Az előző mészárlásnak kb. 79, míg a mostaninak már 135 halálos áldozata volt. Ennek az incidensnek viszont a részletei kevésbé világosak, mint az előző két faluban elkövetett tömeggyilkosságoké.

## Előzmények
A koreai katonai erőket a Tết-offenzívát követően vezényelték Quảng Namba. A katonák és parancsnokaik magaviseletére viszont rengeteg volt a panasz mind amerikai, mind dél-vietnámi részről: nem kommunikáltak megfelelően sem a többi egységgel, sem a parancsnokságokkal, önhatalmúlag cselekedtek, a parancsokat nem, vagy csak részlegesen teljesítették, feletteseik pedig a panaszokra elodázóan válaszoltak. Phong Nhị és Phong Nhất területén történt háborús bűntetteket ráadásul a dél-koreai főparancsnok Csea Miung-sin tábornok le is tagadta és elkövetésükkel a magukat „dél-koreaiaknak álcázó” Vietkongokat vádolta meg, akiknek célja véleménye szerint hazája befeketítése.

## A mészárlás
A mészárlást megelőzően a dél-koreaiak már megfordultak Hà My faluban, de nem került sor semmilyen incidensre a helyiekkel. Február 25-én egy másik, a 2. dél-koreai tengerészgyalogos hadosztály vonult be Hà My-ba. Az egyik túlélő arról számolt be, hogy őt és családját egy földalatti búvóhelyre küldték. Ezt követően gránátokat dobtak utánuk, melyek robbanása többeket megölt, másokat megsebesített. Ezt követően válogatás nélkül kezdték ölni a helyieket. Még a csecsemőket sem kímélték.
Heonik Kwon dél-koreai antropológus kutatott a mészárlás után. Állítása szerint a dél-koreai katonák megtorlásnak szánták az akciót, mivel korábban a Vietkong ágyúval lőtte bázisukat, ahol meghalt két főtiszt (egy kapitány és egy őrmester), valamint négy katona.
Mielőtt a hadosztály bevonult volna a faluba 155 mm-es lövegekkel már tűz alá vették települést, az égen pedig két helikopter körözött, amely a menekülni próbálókra nyitott géppuskatüzet. Később mintegy 200 dél-koreai katona érkezett a faluba, akik közvetlen közelről lőtték agyon az embereket, akit csak értek. Összesen harminc házból 135 embert öltek meg, zömük nő, idős és gyerek volt.
Az áldozatok holttesteit egy sekély gödörbe szórták, majd munkagéppel földet toltak rájuk. A falut ezután napalmmal felperzselték, hogy eltüntessék a bizonyítékokat.
Más koreai egységek február 26-án visszatértek a faluba, amit teljesen elpusztítva találtak.

## A következmények
Ahogy a korábbi tömeggyilkosságnak, úgy a Hà My-ban is híre ment a környéken, s a dél-koreai csapatok ellen heves ellenállás bontakozott ki. A koreaiaknak egész addig folyamatosan harcolniuk kellett a vietnámiakkal, amíg az év végén ki nem vonták őket a tartományból.
Nem sokkal később bekövetkező Mỹ Lai-i vérengzéssel egyetemben ezen esetek súlyosan rontottak a dél-vietnámiak és az amerikaiak viszonyán, ez pedig az elhúzódó háború kimenetelére is komoly hatást gyakorolt. Az amerikai közvélemény háborúellenessége is drasztikus mértékben nőt, mikor tudomást szereztek nemcsak Mỹ Lai-ról, de arról, hogy az amerikai hadsereg még több hasonló bűncselekményt követett avagy követhetett el civilek ellen, s azok java része nem is került kivizsgálásra.
A mészárlások emlékére részben koreai kezdeményezésre is emlékműveket állítottak Vietnámban. Dél-Korea hivatalosan nem ismerte el felelősségét, de közvéleménye, a sajtó és az ezzel foglalkozó kutatók elfogadják ennek tényét.